# William Lane Craig
William Lane Craig (Peoria, 23 agosto 1949) è un teologo, filosofo della religione e apologeta cristiano statunitense.
Attualmente è professore di ricerca di filosofia presso la Talbot School of Theology, parte dell'Università Biola a La Mirada in California e professore di filosofia presso la Houston Baptist University in Texas.
È autore di oltre 40 libri e di numerosi articoli pubblicati su varie riviste scientifiche, filosofiche e teologiche. È noto per i suoi argomenti filosofici concernenti l'esistenza di Dio e per i suoi dibattiti pubblici con altri studiosi.

## Studi
Già nel liceo Craig ha dimostrato talento di oratore, vincendo il relativo concorso dello stato di Illinois nell'anno scolastico 1966–1967. Due anni prima, nella notte dell'11 settembre 1965 è diventato fervente cristiano evangelico.
Dopo il liceo, ha frequentato ìl college evangelico Wheaton College situato a 40 km ad ovest di Chicago. Ottenuto nel 1971 il grado di "bachelor" (corrispondente alla laurea italiana), ha studiato presso la Trinity Evangelical Divinity School di Deerfield (Illinois), conseguendo due master's degree (corrispondenti alla laurea magistrale) nella filosofia della religione e nella storia della Chiesa. Poi ha ottenuto il dottorato di ricerca presso l'Università di Birmingham con il titolo di Philosophiae Doctor e presso l'Università Ludwig Maximilian di Monaco con il titolo di Doctor Theologiae, dove ha fatto le sue ricerche sotto la guida di Wolfhart Pannenberg.

## Carriera accademica
I risultati delle ricerche per le quali sono stati conferiti a Craig i due dottorati di ricerca sono pubblicati nei libri The Kalam Cosmological Argument (1979), e The Historical Argument for the Resurrection of Jesus during the Deist Controversy (1984).
Per sette anni a partire dal 1980 Craig insegnava filosofia della religione alla Trinity Evangelical Divinity School, iniziando uno studio a lungo termine sull'analisi filosofica degli attributi essenziali di Dio, a cominciare dall'onniscienza. Di questo il primo frutto è stato il suo Divine Foreknowledge and Human Freedom (1990). Nel 1982 Craig accettò un invito a un dibattito con Kai Nielsen presso l'Università di Calgary (Canada) sulla questione dell'esistenza di Dio. A questo fece seguito una serie di dibattiti su questioni filosofiche e teologiche, nei quali Craig si confrontava con filosofi, scienziati e biblisti quali Antony Flew, E.M. Curley, Richard Taylor, Quentin Smith, Michael Tooley, Paul Draper, Shelly Kagan, Peter Millican, Paul Kurtz, Peter Atkins, Lawrence Krauss, Francisco J. Ayala, John Dominic Crossan, Marcus Borg, Ray Hoover, Bart Ehrman, Gerd Lüdemann, Christopher Hitchens e Sean Carroll. Richard Dawkins non ha voluto accettare la sfida di misurarsi contro Craig. Craig ha partecipato anche a dibattiti con gli studiosi islamici Shabir Ally, Jamal Badawi e Yusuf Ismail.
Il noto intellettuale ateo Christopher Hitchens disse di William Craig:
(Christopher Hitchens, prima del dibattito con William L. Craig)
Dopo un anno di servizio (1986-1987) come professore aggiunto di studi religiosi a Westmont College, a Santa Barbara (California), Craig si trasferisce nel 1987, con la moglie e i due figli, alla Katholieke Universiteit Leuven in Belgio, dove rimane per sette anni come studioso in residenza presso la Katholieke Universiteit Leuven in Belgio. Poi, dopo quel settennio in Europa, è diventato professore di ricerca della filosofia presso la Talbot School of Theology. Nel 2014 è diventato anche professore di filosofia presso la Houston Baptist University.

## Opinioni e pensiero
Craig è un critico del naturalismo metafisico, del nuovo ateismo, e della teologia della prosperità. È un sostenitore dell’epistemologia riformata, che definisce "Uno degli sviluppi più significativi nella contemporanea Epistemologia religiosa". Craig sostiene la morale cristiana tradizionale e afferma professare la fede cristiana non è compatibile con la pratica dell'omosessualità. Craig sostiene che la teoria dell'evoluzione è compatibile con il cristianesimo. Craig è fortemente critico nei confronti del creazionismo della Terra giovane. Pur non essendo un sostenitore del disegno intelligente, Craig è un fellow del Center for Science and Culture del Discovery Institute, la principale organizzazione che sostiene l’intelligent design. Craig è stato anche un membro della International Society for Complexity, Information, and Design (ISCID), organizzazione fondata da William Dembski e associata al movimento del Disegno intelligente.
Egli è sostenitore dell'argomento Cosmologico di Kalam: 
Sebbene l'argomento abbia avuto origine nella filosofia islamica medievale, Craig ha integrato richiami a idee scientifiche e filosofiche nella difesa di questo argomento.
Craig formula la sua versione dell’argomento nel modo seguente:
1. Tutto ciò che comincia ad esistere ha una causa della propria esistenza.
2. L’universo ha avuto un inizio.
3. Pertanto, l’universo ha una causa della propria esistenza.

Craig fa riferimento a diverse teorie fisiche per sostenere la seconda premessa dell’argomento, come il modello standard del Big Bang sulle origini cosmiche e alcune implicazioni della seconda legge della termodinamica.

## Opere
- God Over All: Divine Aseity and the Challenge of Platonism. Oxford: Oxford University Press, 2016.
- On Guard. Colorado Springs, 2010.
- Hard Questions, Real Answers. Wheaton: Crossway Books, 2003.
- Time and The Metaphysics of Relativity (Hrsg.). Dordrecht: Kluwer, 2001.
- Philosophy of Religion: A Reader and Guide (Hrsg.). Edinburgh: Edinburgh University Press, 2001.
- Time and Eternity: Exploring God's Relationship to Time. Wheaton: Crossway Books, 2001.
- The Tensed Theory of Time: A Critical Examination. Dordrecht: Kluwer, 2000.
- The Tenseless Theory of Time – A Critical Examination. Dordrecht: Kluwer, 2000.
- Reasonable Faith: Christian Truth and Apologetics. Westchester: Crossway Books, 1994.
- Divine Foreknowledge and Human Freedom. Leiden: E. J. Brill, 1991.
- No Easy Answers: Finding Hope in Doubt, Failure and Unanswered Prayer. Chicago: Moody Press, 1990.
- Assessing the New Testament Evidence for the Historicity of the Resurrection of Jesus. New York, Queenston; Lewiston, 1989.
- Knowing the Truth About the Resurrection. Ann Arbor: Servant, 1988.
- The Problem of Divine Foreknowledge and Future Contingents from Aristotle to Suarez: The Coherence of Theism: Omniscience. Leiden: E. J. Brill, 1988.
- The Only Wise God: The Compatibility of Divine Foreknowledge & Human Freedom. Grand Rapids: Baker, 1987.
- The Historical Argument for the Resurrection of Jesus During the Deist Controversy. New York, Queenston: Lewiston, 1985.
- Apologetics: An Introduction. Chicago: Moody Press, 1984.
- The Son Rises: Historical evidence for the resurrection of Jesus. Chicago: Moody Press, 1981.
- Cosmological Argument from Plato to Leibniz. London: MacMillan, 1980.
- The Existence of God and the Beginning of the Universe. San Bernardino: Here's Life, 1979.
- The Kalam Cosmological Argument. London: MacMillan 1979.

### Dibattiti pubblicati
- Robert B. Stewart (a cura di), God and Cosmology: William Lane Craig and Sean Carroll in Dialogue (Fortress Press 2016), ISBN 978-1-50641077-7
- Will the Real Jesus Please Stand Up? Dibattito con John Dominic Crossan, ISBN 0-8010-2175-8.
- Jesus' Resurrection: Fact or Figment? Dibattito con Gerd Lüdemann, ISBN 0-8308-1569-4.
- Does God exist? Dibattito con Antony Flew, ISBN 0-7546-3190-7.
- God? Dibattito con Walter Sinnott-Armstrong, ISBN 0-19-516599-3.